# Branko Strupar
Branko Strupar (Zagabria, 9 febbraio 1970) è un ex calciatore croato naturalizzato belga, di ruolo attaccante.

## Palmarès

### Club
- Campionato belga: 1

Genk: 1998-1999
- Coppa del Belgio: 1

Genk: 1997-1998
- Supercoppa di Croazia: 1

Dinamo Zagabria: 2003

### Individuale
- Calciatore belga dell'anno: 1

1998